# Ultraviolet/The Ballad of Paul K
Ultraviolet/The Ballad of Paul K è un singolo del gruppo musicale britannico McFly, pubblicato nel 2005 ed estratto come doppia "A-Side" dal loro secondo album in studio Wonderland.

## Tracce
- CD 1 (UK)

1. The Ballad of Paul K (Orchestral Version) - 3:15
2. Ultraviolet (Live Version) - 4:24

- CD 2 (UK)

1. The Ballad of Paul K - 3:15
2. Ultraviolet - 4:17
3. I Predict a Riot (Radio 1 Live Lounge Session) - 3:30
4. Ultraviolet (Video) - 4:24

## Classifiche
| Classifica (2005) | Posizione raggiunta |
| ----------------- | ------------------- |
| Regno Unito       | 9                   |